# Georges Valentin
Georges Valentin (24 de janeiro de 1892 — 21 de setembro de 1981) foi um ciclista francês que participou dos Jogos Olímpicos de Verão de 1912 em duas provas de ciclismo de estrada.